# Медарівілл (Індіана)
Медарівілл (англ. Medaryville) — місто (англ. town) в США, в окрузі Пуласкі штату Індіана. Населення — 559 осіб (2020).

## Географія
Медарівілл розташований за координатами 41°4′49″ пн. ш. 86°53′26″ зх. д. / 41.08028° пн. ш. 86.89056° зх. д. (41.080356, -86.890549).  За даними Бюро перепису населення США в 2010 році місто мало площу 1,19 км², уся площа — суходіл.

## Демографія
Згідно з переписом 2010 року, у місті мешкало 614 осіб у 228 домогосподарствах у складі 163 родин. Густота населення становила 517 осіб/км².  Було 274 помешкання (231/км²).
Расовий склад населення:
| - 94,8 % — білих - 0,2 % — корінних американців - 3,4 % — осіб інших рас |

До двох чи більше рас належало 1,6 %. Частка іспаномовних становила 6,4 % від усіх жителів.
За віковим діапазоном населення розподілялося таким чином: 25,9 % — особи молодші 18 років, 59,8 % — особи у віці 18—64 років, 14,3 % — особи у віці 65 років та старші. Медіана віку мешканця становила 35,2 року. На 100 осіб жіночої статі у місті припадало 95,5 чоловіків;  на 100 жінок у віці від 18 років та старших — 97,0 чоловіків також старших 18 років.
Середній дохід на одне домашнє господарство  становив 37 742 долари США (медіана — 33 214), а середній дохід на одну сім'ю — 41 261 долар (медіана — 34 792). Медіана доходів становила 33 875 доларів для чоловіків та 22 115 доларів для жінок. За межею бідності перебувало 22,2 % осіб, у тому числі 23,6 % дітей у віці до 18 років та 16,5 % осіб у віці 65 років та старших.
Цивільне працевлаштоване населення становило 156 осіб. Основні галузі зайнятості: виробництво — 35,3 %, освіта, охорона здоров'я та соціальна допомога — 19,2 %, роздрібна торгівля — 14,1 %, мистецтво, розваги та відпочинок — 9,6 %.